# Raymond Boudon

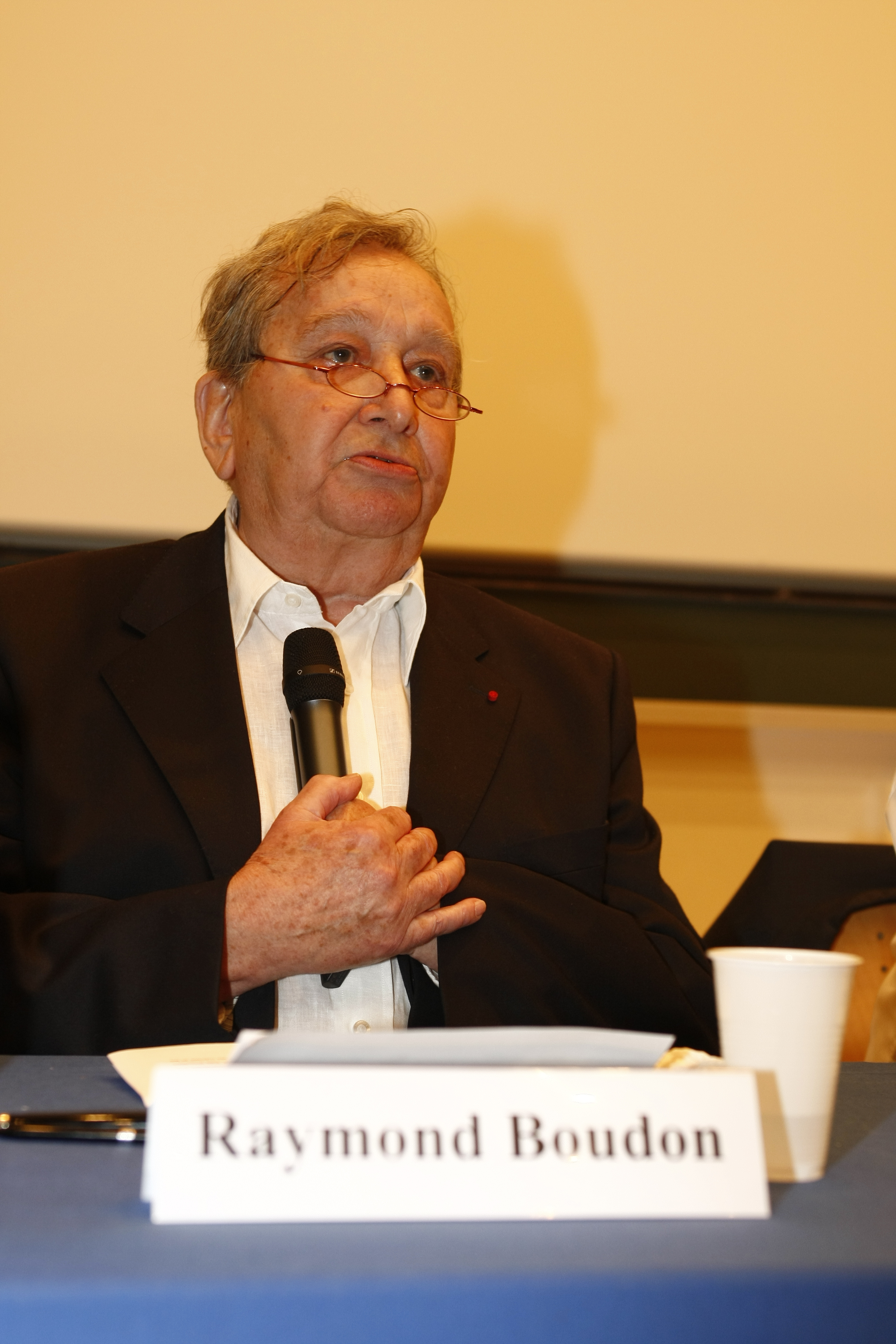

Raymond Boudon (27 januari 1934 – 10 april 2013) was een Frans socioloog en professor aan de Universiteit van Parijs (Frans: Université de Paris). Hij was tevens lid van vele belangrijke instituties: Académie des Sciences morales et politiques, Academia Europaea, British Academy, American Academy of Arts and Sciences, International Academy of Human Sciences of St Petersburg, en de Central European Academy of Arts and Sciences.
Hij was verbonden aan ‘The Center for Advanced Study in the Behavioral Sciences’ en was een vaak uitgenodigde professor bij Harvard, Universiteit Oxford en de universiteiten van Genève, Chicago en Stockholm.
Boudon hield zich aanvankelijk voornamelijk bezig met het bestuderen van sociale ongelijkheid.  Hierbij keek hij met name naar de rol van het handelen van individuen in de totstandkoming van ongelijkheden in bereikt onderwijsniveau. Daarna hield hij zich meer bezig met vraagstukken binnen de sociologie als wetenschap.
In 2006 is een biografie van Boudon uitgebracht door Jean-Michel Morin.

## Werk
In de jaren ’70 nam de theorie van Bourdieu en Passerson (1970) over culturele reproductie een centrale plaats in binnen de onderwijssociologie. Raymond Boudon was de meest invloedrijke wetenschapper die een alternatieve verklaring bood voor sociale ongelijkheden in het onderwijs. Boudon zag net als Bourdieu (1977) dat de culturele achtergrond van een persoon invloed heeft op zijn/haar schools presteren, maar hij benadrukte vooral dat ook doelbewuste, rationele keuzes van individuen leiden tot sociale ongelijkheden in uiteindelijk bereikt onderwijsniveau.
Primaire en secundaire effecten van sociale ongelijkheid
Boudon (1974) verklaarde op basis van vele empirische gegevens dat sociale ongelijkheden in bereikt onderwijsniveau als gevolg van twee fenomenen kunnen worden gezien. Hij hanteerde hierbij een onderscheid tussen primaire en secundaire effecten van sociale ongelijkheid. Met primaire effecten worden alle invloeden van het gezin van herkomst (sociale klasse) bedoeld die het vermogen van een kind op schools presteren beïnvloeden. Met secundaire effecten van sociale ongelijkheid worden de verschillen in studiekeuze/onderwijsambities tussen kinderen uit verschillende sociale klassen aangeduid. De theorie van Breen en Goldthorpe (1997) borduurt hierop voort: van kinderen uit hogere sociale milieus wordt verwacht dat zij hoge onderwijsniveaus behalen, in tegenstelling tot wat verwacht wordt van kinderen uit de lagere sociale milieus. Dit heeft te maken met de angst van ouders dat hun kind een lagere positie in de samenleving zal bekleden dan zijzelf. Doordat ouders deze neerwaartse intergenerationele mobiliteit willen voorkomen, zijn studiekeuzes/onderwijsambities van kinderen uit hogere sociale klassen vaak ook van een hoger niveau. Volgens Boudon zijn het dan ook met name de secundaire effecten van sociale ongelijkheid die verklaren waarom men op nationaal niveau verschillen vaststelt in (gemiddeld) bereikt onderwijsniveau.
Rationele actietheorie
Als verklaring van sociale klasse verschillen in bereikt onderwijsniveau formuleerde Boudon (1973) in L’inégalité des chances zijn rationele actietheorie. Deze theorie valt onder het zogenaamde ‘methodologisch individualisme’, waarbij ervan uit wordt gegaan dat individuele handelingen en individuele motieven tezamen actief sociale fenomenen kunnen verklaren. Hiermee formuleerde Boudon bewust een theorie die recht tegen de drie jaar eerder gepubliceerde theorie van Bourdieu en Passeron (1970) in ging. In ‘La Reproduction’ beschreven zij een holistische verklaring voor sociale fenomenen, waarbij individuen juist passief een door de heersende sociale klassen gedomineerd onderwijssysteem volgen.
Boudon beschreef de rationele actietheorie aan de hand van een zestal postulaten (of: axioma’s). Het eerste postulaat (P1) zegt dat elk sociaal fenomeen het effect is van individuele beslissingen, acties, houdingen, etc. Het tweede postulaat (P2) zegt dat in principe elke actie begrepen kan worden. Omdat sommige acties begrepen kunnen worden zonder rationeel te zijn, zegt het derde postulaat (P3) dat elke actie voortkomt uit de gedachtewereld van individuen. Het vierde postulaat (P4) stelt dat deze gedachtes voortkomen uit de gevolgen die de actor kan overzien van zijn of haar acties. Het vijfde postulaat (P5) stelt dat de actor voornamelijk bewust is van de gevolgen voor hem of haarzelf. Het laatste postulaat (P6) houdt in dat de actor in staat is de kosten en de baten te onderscheiden van verscheidene acties en dat hij of zij de actie kan kiezen die het meest gunstig is voor hem of haar. 
Boudon verklaarde de verschillen in studiekeuze/onderwijsambities (secundaire effecten van sociale ongelijkheid) tussen leerlingen uit verschillende sociale klassen aan de hand van een rationeel beslissingsproces dat zich binnen de gezinnen manifesteert. Wanneer een gezin voor een studiekeuze staat, wordt er een kosten-batenanalyse gemaakt die beïnvloedt wordt door de sociale klasse waarin het gezin zich bevindt. Volgens Boone worden drie parameters in overweging genomen in de kosten-batenanalyse: de baten verbonden met een bepaalde studiekeuze, de kosten (zowel financieel als sociaal) die ermee gepaard gaan en het risico dat eraan verbonden is. Dit risico heeft te maken met de slaagkansen van het individu. Om dit te illustreren gebruikt Boudon het voorbeeld van een jongen die een opleiding kiest tot advocaat. Boudon beweert dat er een breuk zal ontstaan tussen de jongen, zijn familie en ‘peer’ groep als hij afkomstig is uit een lagere sociale klasse (kosten). Anderzijds zal de relatie met zijn familie en ‘peer’ groep juist versterkt worden wanneer deze jongen uit een hogere middenklasse stamt en zal zijn ‘peer’ groep waarschijnlijk hetzelfde pad volgen (baten). De toekomstige status van de jongen uit de hogere middenklasse zal dan ook waarschijnlijk hetzelfde zijn als dat van zijn vader. De ‘kosten’ van een studiekeuze zijn voor de jongen uit de lagere sociale klasse dus een stuk hoger dan voor de jongen uit de hogere middenklasse. Boudon concludeert hieruit: de sociale klasse waarin het individu zich bevindt, beïnvloedt zijn of haar educatieve carrière. 
Boudon geloofde dat er twee oplossingen zijn voor deze secundaire effecten van sociale ongelijkheid. De eerste oplossing heeft te maken met het onderwijssysteem: als voor iedereen hetzelfde verplichte curriculum geldt, dan verdwijnt de keuze in opleidingen en de duur van het volgen ervan. Hoe meer vertakkingen er zijn in de opleidingsselectie, hoe waarschijnlijker het is dat kinderen uit de lagere sociale klasse stoppen met de opleiding of kiezen voor lagere opleidingen aldus Boudon. De tweede oplossing die Boudon noemt is de afschaffing van sociale klassen. Volgens Boudon is economische gelijkheid de meest effectieve manier om ongelijkheid in onderwijskansen te verminderen. Boudon concludeert hieruit: óf de maatschappij moet ongestratificeerd zijn, óf het schoolsysteem moet volledig ongedifferentieerd zijn, voordat ongelijkheid in onderwijskansen kan worden geëlimineerd.

## Empirisch onderzoek naar de rationele actietheorie
Een aantal studies heeft aangetoond dat de secundaire effecten van sociale ongelijkheid een significante factor zijn in het teweegbrengen van sociale ongelijkheid, met name in het hoger onderwijs.
De theorie van Boudon was weliswaar vernieuwend en indrukwekkend, desondanks was deze niet zo invloedrijk als verwacht werd. Dit komt vooral door een gebrek aan betrouwbare gegevens. Hoewel het onderscheid tussen de primaire en secundaire effecten van sociale ongelijkheid veel serieuze aandacht kreeg van onderzoekers zoals bijvoorbeeld Halsey, Heath en Ridge (1980), duurde het nog tot midden jaren ’90 voordat belangrijke empirische bewijzen hebben geleid tot een heroverweging van Boudon’s aanpak van educatieve ongelijkheid. Dit gebeurde toen Goldthorpe (1996) zich afvroeg welke verklaring gegeven kon worden voor zowel de stabiliteit van op sociale klasse gebaseerde educatieve ongelijkheid in meerdere landen door de tijd heen, als de afname van genderongelijkheid door de tijd heen. Zijn voorstel was toen om een vorm van rationale actietheorie te gebruiken die veel gelijkenissen vertoonde met de theorie van Boudon.
Rationele actiontheorieën lijden echter in het algemeen aan het ernstige probleem van theoretische dubbelzinnigheid. De theorieën worden geverifieerd op basis van gedrag op nationaal (macro-)niveau waardoor het onmogelijk is om alternatieve verklaringen uit te sluiten. Zelfs als individuele motivaties van het gedrag wel onderzocht kunnen worden, kan het nog steeds moeilijk zijn om rationele actieverklaringen van andere theorieën te onderscheiden. Bovendien zijn rationele actietheorieën bekritiseerd voor het negeren van de rijkdom en verscheidenheid van educatieve carrières en de complexiteit van de motivaties om voor een bepaalde educatieve carrière te kiezen.

## Selectie van zijn werk
- L’inégalité des chances: la mobilité sociale danse les sociétés industrielles (1973)
- Education, Opportunity and Social Inequality (1974)
- The Logic of Social Action (1981)
- Theories of Social Change (1986)
- The Analysis of Ideology (1989)
- The Art of Self-Persuasion (1994)
- The Origin of Values (2000)
- Beyond Rational Choice Theory (2003)